# Neomerinthe bathyperimensis
Neomerinthe bathyperimensis és una espècie de peix pertanyent a la família dels escorpènids.

## Descripció
- Fa 6,6 cm de llargària màxima.
- Nombre de vèrtebres: 24.[4]

## Hàbitat
És un peix marí, batidemersal i d'aigües fondes que viu entre 228-235 m de fondària.

## Distribució geogràfica
Es troba al sud del mar Roig.

## Observacions
És inofensiu per als humans.